# São José do Divino (kommun i Brasilien, Minas Gerais, lat -18,40, long -41,37)
São José do Divino är en kommun i Brasilien.   Den ligger i delstaten Minas Gerais, i den sydöstra delen av landet, 700 km öster om huvudstaden Brasília. Antalet invånare är 3 837.
Följande samhällen finns i São José do Divino:
- São José do Divino

Omgivningarna runt São José do Divino är huvudsakligen savann. Runt São José do Divino är det glesbefolkat, med 10 invånare per kvadratkilometer.